# Mink Jazz
Mink Jazz — студийный альбом американской певицы Пегги Ли, выпущенный в 1963 году на лейбле Capitol Records. Аранжировками альбома занимались Бенни Картер и Макс Беннетт. Альбом занял 42-ю позицию в чарте Billboard Top LP’s и пробыл там девять недель.

## Отзывы критиков
| Оценки критиков               | Оценки критиков |
| Источник                      | Оценка          |
| ----------------------------- | --------------- |
| AllMusic                      | [ 4 ]           |
| Encyclopedia of Popular Music | [ 5 ]           |

Рецензент AllMusic Скотт Яноу заявил, что Ли на этом альбоме «играла в безопасную игру». Он отметил, что благодаря аранжировкам Бенни Картера группе поддержки не пришлось «слишком усердно работать», и Ли в основном просто напевает мелодии, она прекрасно звучит в таких песнях, как «Whisper Not», «As Long as I Live», «I Could Write a Book» and «I’ll Get By», но краткость треков (вероятно, предназначенных для радиоэфира) не допускает ничего неожиданного. В журнале Billboard высоко оценили альбом, назвав его одним из самых захватывающих релизов недели, а также похвалили вокал Ли, аранжировки Картера и игру музыкантов

## Список композиций
| №                   | Название                          | Автор(ы)                     | Длительность |
| ------------------- | --------------------------------- | ---------------------------- | ------------ |
| 1.                  | «It’s a Big Wide Wonderful World» | Джон Рокс                    | 1:37         |
| 2.                  | «Whisper Not»                     | Леонард Физер, Бенни Голсон  | 2:17         |
| 3.                  | «My Silent Love»                  | Эдвард Хейман, Дана Сьюсс    | 2:33         |
| 4.                  | «The Lady Is a Tramp»             | Лоренц Харт, Ричард Роджерс  | 2:31         |
| 5.                  | «Days of Wine and Roses»          | Генри Манчини, Джонни Мерсер | 3:08         |
| 6.                  | «As Long as I Live»               | Гарольд Арлен, Тед Колер     | 2:00         |
| Общая длительность: | Общая длительность:               | Общая длительность:          | 14:06        |

| №                   | Название                      | Автор(ы)                                                                    | Длительность |
| ------------------- | ----------------------------- | --------------------------------------------------------------------------- | ------------ |
| 1.                  | «I Won’t Dance»               | Дороти Филдс, Оскар Хаммерстайн II, Отто Харбах, Джером Керн, Джимми Макхью | 2:03         |
| 2.                  | «Cloudy Morning»              | Марвин Фишер, Джозеф Маккарти                                               | 2:40         |
| 3.                  | «I Could Write a Book»        | Лоренц Харт, Ричард Роджерс                                                 | 2:08         |
| 4.                  | «I Never Had A Chance»        | Ирвинг Берлин                                                               | 2:39         |
| 5.                  | «Close Your Eyes»             | Бернис Петкер                                                               | 2:18         |
| 6.                  | «Where Can I Go Without You?» | Пегги Ли, Виктор Янг                                                        | 2:46         |
| Общая длительность: | Общая длительность:           | Общая длительность:                                                         | 14:34        |

## Чарты
| Чарты (1963)             | Высшая позиция |
| ------------------------ | -------------- |
| США (Billboard Top LP’s) | 42             |